# جرج هانت
جرج هانت (به انگلیسی: George Hunt) بازیکن فوتبال زادهٔ ۲۲ فوریه ۱۹۱۰ اهل کشور انگلستان که سابقهٔ بازی در تیم ملی فوتبال انگلستان را در کارنامهٔ خود دارد. وی در تاریخ ۱ آوریل ۱۹۳۳ نخستین بازی ملی خود را در مقابل تیم ملی فوتبال اسکاتلند انجام داد و با حضور در ۳ بازی ملی، در تاریخ ۲۰ مه ۱۹۳۳ واپسین بازی ملی‌اش را در برابر تیم ملی فوتبال سوئیس برگزار کرد.
این بازیکن توانسته در بازی‌های ملی، ۱ گل به ثمر برساند.